# Geronimo Black
Geronimo Black byla krátce existující americká blues-rocková superskupina, kterou vedl Jimmy Carl Black ze skupiny The Mothers of Invention. Další členové byli: klávesista Andy Cahan (hrál s Dr. Johnem, Richardem Southerem), saxofonista Tjay Contrelli (ze skupiny Love), Bunk Gardner (také Mothers of Invention), Buzz Gardner, baskytarista Tom Leavey a kytarista Denny Walley ze skupiny Magic Band Captaina Beefhearta.

## Diskografie
- Geronimo Black (MCA, 1972)